# Alfred Arago
Pour les articles homonymes, voir Arago.
Louis Alfred Pierre Arago, né le 10 juin 1815 à Paris où il est mort le 4 février 1892, est un peintre français.

## Biographie
Louis Alfred Pierre Arago est le fils de François Arago, astronome et homme d'État français, et de Marie Suzanne Carrier.
Élève de Paul Delaroche, il débute au salon en 1844. Il obtient une médaille de 3e classe en 1846.
Il épouse Léonie Palmyre Bordier.
Sous l'Empire, il devient inspecteur des Beaux-Arts.
Il meurt le 4 février 1892 à son domicile de la rue Clapeyron à l'âge de 76 ans. Il est inhumé le 6 février au cimetière du Père Lachaise.

## Distinctions
- Chevalier de la Légion d'honneur en 1842[3].
- Officier de la Légion d'honneur en 1870

## Pour approfondir